# La nube
La nube es una película argentina dramática de 1998 escrita y dirigida por Fernando Solanas y protagonizada por Eduardo Pavlovsky y Laura Novoa. Está basada en la obra teatral de Pavlovsky Rojos globos rojos. Se estrenó el 3 de septiembre de 1998. Fue exhibido en varios festivales internacionales de cine y obtuvo varios premios.

## Sinopsis
La película narra las desventuras de un grupo de actores que vive en una Buenos Aires "alternativa" durante la década de 1990, en la que desde hace más de 1600 días llueve sin cesar. El grupo realiza grandes esfuerzos para defender su viejo teatro independiente, que está a punto de ser vendido. Mientras, en medio de sus problemas cotidianos y tratando de no perder su dignidad, los miembros del grupo luchan en un clima que oscila entre la esperanza y la resignación, con sus propios conflictos: el amor, la soledad, la búsqueda de empleo, el reclamo de justicia, las promesas de los funcionarios y la espera en sus distintas facetas.

## Reparto
- Eduardo Pavlovsky
- Laura Novoa
- Ángela Correa
- Christophe Malavoy
- Bernard Le Coq
- Franklin Caicedo
- Favio Posca
- Carlos Páez
- Luis Cardei
- Francisco Nápoli
- Cristina Banegas
- Horacio Peña
- Carlos Weber
- Jorge Petraglia
- Leonor Manso
- Márgara Alonso
- Mary Tapia
- Ramiro Vayo
- Jean-François Casanovas
- Liliana López Foresi
- Omar Chamorro
- Eva Adanaylo
- Antonio Goetz
- Florencia Cano
- Martín Pavlovsky
- Ángel Taborda
- Flexa Correa
- Francisco Pesqueira
- María Figueras
- Carlos Rivkins
- Héctor Bordoni
- Miguel Porto
- Guido de Kehrig
- Roberto Baldi
- Jorge Ducca
- Victoria De La Rúa
- Leandro Bufano
- Sebastián Polonsky
- Adriana Grimberg
- Elena Novoa
- Pablo Nápoli
- Fernando E. Solanas
- Jorge A. Gómez
- Susana Cortínez
- Osmar Bornes
- Lucía Cortez
- Marcelo Manuel Magdalena
- Nancy Louzan
- Marta Moyano
- Ángela Pereyra
- José Carbone
- Iván Gothold
- Gonzalo Incháustegui
- Oscar Gregorini
- Andrea Tomaselli
- Mónica Torres
- Julio Breshnev ...Voz de Cholo
- Aldo Barbero ...Voz de Eduardo
- Rita Cortese ...Voz de Lucía

## Lanzamiento
La película fue exhibida en los festivales internacionales de cine de Venecia, Toronto, Estambul y Singapur, entre otros.

## Crítica/Comentarios
Sergio Wolf en El Amante del Cine escribió:

«…los modos elegidos por Solanas para representar la Argentina a través de personajes que antes que tales son «ideas», cuerpos vacíos que existen solamente como depositarios de abstracciones.»

Silvia Schwarzbock en El Amante del Cine opinó:

«Inusual, inédita, desconcertante, intransigente, poco complaciente, totalmente a contramano de las modas, y unos calificativas más que desgraciadamente se escuchan muy pocas veces cuando se habla de cine argentino.»

Manrupe y Portela escriben:

«Solanas registra a través de una potente metáfora…las miserias de la última etapa menemista: los problemas de los jubilados, el abandono de la cultura y la pérdida de las utopías. El film resultó un fracaso absoluto de público.»

Luciano Monteagudo en Página 12  opinó:

«… una película…que no deja de ser una afirmación pública de la fe de Solanas en su ideario, pero también una reflexión –melancólica, dolida– sobre las limitaciones, las derrotas y las dudas que reconoce hoy en su generación.
Concebido…como un film abierto, armado a través de módulos independientes entre sí, La nube tiene…una estructura casi musical….cuatro grandes movimientos, subdivididos a su vez en distintos momentos, que van desde el gesto épico al comentario grotesco, en la vena del sainete criollo….Las notas falsas … se dan… cuando…quiere dar algunos toques no siempre logrados de humor, o cuando se empeña en registrar las muchas injusticias de estos días a través del testimonio de un movilero de una radio FM independiente… esta ambición …de abarcarlo todo en un solo film –el pasado y el presente, el mito y la realidad–…Por momentos La nube puede parecer tautológica en sus reclamos, reiterativa en sus recursos formales, pero en su totalidad alcanza una dimensión y un nivel de riesgo que solamente Solanas es capaz de proponer en el cine local.